# Dioclea steyermarkii
Dioclea steyermarkii là một loài thực vật có hoa trong họ Đậu. Loài này được R.H. Maxwell miêu tả khoa học đầu tiên năm 1990.